# Houston Rockets
Houston Rockets er et amerikansk basketballhold fra Houston i Texas, der spiller i NBA-ligaen. Holdet blev stiftet i 1967 som San Diego Rockets, men flyttede i 1971 til Houston. Holdet har to gange, i 1994 og 1995 vundet NBA-mesterskabet, og var desuden de tabende finalister i 1981 og 1986.

## Tidligere navne
- San Diego Rockets (1967-1971)

## Titler
- NBA:
  - 1994 og 1995

## Kendte spillere
- Dikembe Mutombo
- Yao Ming
- Hakeem Olajuwon
- Tracy McGrady
- Charles Barkley
- Moses Malone
- Dwight Howard
- James Harden
- Russell Westbrook